# Округ Пајк (Арканзас)
Округ Пајк (енгл. Pike County) је округ у америчкој савезној држави Арканзас. По попису из 2010. године број становника је 11.291. Седиште округа је град Murfreesboro.

## Демографија
Према попису становништва из 2010. у округу је живело 11.291 становника, што је 12 (0,1%) становника мање него 2000. године.
| Група             | 2000.          | 2010.         |
| Белци             | 10.310 (91,2%) | 9.963 (88,2%) |
| Афроамериканци    | 392 (3,5%)     | 330 (2,9%)    |
| Азијати           | 18 (0,2%)      | 57 (0,5%)     |
| Хиспаноамериканци | 403 (3,6%)     | 727 (6,4%)    |
| Укупно            | 11.303         | 11.291        |